# Prads-Haute-Bléone
Prads-Haute-Bléone är en kommun i departementet Alpes-de-Haute-Provence i regionen Provence-Alpes-Côte d'Azur i sydöstra Frankrike. Kommunen ligger  i kantonen La Javie som ligger i arrondissementet Digne-les-Bains. År 2022 hade Prads-Haute-Bléone 174 invånare.

## Befolkningsutveckling
Antalet invånare i kommunen Prads-Haute-Bléone
Referens: INSEE